# Доње Биљане
Доње Биљане је насељено мјесто у Равним Котарима, у сјеверозападној Далмацији. Припада граду Бенковцу, у Задарској жупанији, Република Хрватска.

## Географија
Налазе се у непосредној близини истоименог села Горње Биљане. Доње Биљане је од Бенковца удаљено око 13 км сјеверозападно.
Село се састојало од 5 засеока (варош Девића, варош Шкорића, Трљуге, Вељане и Вељанска Коса (Соваре)). У Трљугама и Шкорићима су постојале две школе (до 4 разреда ОШ). До ратних збивања у селу је постојао и фудбалски клуб „Ласта“.

## Историја
Биљане Доње су, као и остатак бенковачког краја, прикључене Републици Српској Крајини 1991. године. Након злочиначке акције етничког чишћења у операцији Олуја, село је опустјело, спаљено, те је у њему по хрватском попису 2001. године живјело тек 13 људи.

## Становништво
Село је по попису становништва из 2001. године имало свега 13 становника, од тога само 5 Срба повратника и 8 Хрвата. Десет година раније, село је, према попису из 1991. године имало 1.051 становника, од тога 1.020 Срба. Локални сеоски храм је православна црква посвећена Светом Јовану Крститељу из 1734. године. Доње Биљане је према попису становништва из 2011. године имало 102 становника, углавном повратника.
| Националност       | 1991. | 1981. | 1971. | 1961. |
| Срби               | 1.020 | 991   | 1.103 |       |
| Југословени        | 8     | 29    |       |       |
| остали и непознато | 23    | 19    | 5     |       |
| Укупно             | 1.051 | 1.039 | 1.108 | '     |

| Демографија | Демографија | Демографија |
| Година      | Становника  | Становника  |
| ----------- | ----------- | ----------- |
| 1961.       | 1.109       |             |
| 1971.       | 1.108       |             |
| 1981.       | 1.039       |             |
| 1991.       | 1.051       |             |
| 2001.       | 13          |             |
| 2011.       |             | 102         |

## Попис 1991.
На попису становништва 1991. године, насељено место Доње Биљане је имало 1.051 становника, следећег националног састава:
| Попис 1991.‍   | Попис 1991.‍  | Попис 1991.‍ | Попис 1991.‍ | Попис 1991.‍ |
| ------------- | ------------ | ----------- | ----------- | ----------- |
|               |              |             |             |             |
| Срби          | Срби         |             | 1.020       | 97,05%      |
| Југословени   | Југословени  |             | 8           | 0,76%       |
| Хрвати        | Хрвати       |             | 3           | 0,28%       |
| Грци          | Грци         |             | 2           | 0,19%       |
| Македонци     | Македонци    |             | 1           | 0,09%       |
| неопредељени  | неопредељени |             | 11          | 1,04%       |
| непознато     | непознато    |             | 6           | 0,57%       |
| укупно: 1.051 |              |             |             |             |

## Познати становници
- Момчило Богуновић, пуковник Српске војске Крајине

## Презимена
Презимена из Доњих Биљана су:
| - Алавања — Православци - Бабић — Православци - Бједов — Православци - Богуновић — Православци - Вукша — Православци - Девић — Православци - Драча — Православци - Ђого — Православци - Јокић — Православци - Каназир — Православци - Кнежевић — Православци - Кожул — Православци | - Лакић — Православци - Лончар — Православци - Луња — Православци - Маричић — Православци - Новаковић — Православци - Пуповац — Православци - Тинтор — Православци - Узелац — Православци - Цупаћ — Православци - Шево — Православци - Шкорић — Православци - Шукара — Православци |